# Карриего, Эваристо
Эваристо Карриего ( исп. Evaristo Carriego, 7 мая 1883, Парана, Энтре-Риос – 13 октября 1912, Буэнос-Айрес) – аргентинский поэт-модернист и прозаик.

## Биография
Окончил школу в Буэнос-Айресе. В 1904–1908 годах  публиковался в периодике.
Созданный им в духе модернизма сборник стихотворений «Еретические мессы» («Misas herejes», 1908) отразил влияние Ш. Бодлера и Р. Дарио. Из посмертных публикаций наибольший резонанс имели сборники «Душа пригорода» («El alma del suburbio», изд. 1912) и «Песнь квартала» («La canción del barrio», изд. 1917), в которых описана жизнь городских предместий. 
Получил национальную известность в основном, благодаря Хорхе Луису Борхесу, написавшему о нём биографию «Эваристо Карриего» («Evaristo Carriego», 1930)  и отметившему присущее поэту умение найти возвышенное в обыденном.
Композитор Астор Пьяццолла в своей опере «Мария де Буэнос-Айрес» (1968) назвал его «Milonga carrieguera». Композитор Эдуардо Ровира также внёс свой вклад в посмертную славу Карриего. Он написал танго под названием «Эваристо Карриго», которое и сегодня является одним из самых популярных.
Умер в возрасте 29 лет 13 октября 1912 года в Буэнос-Айресе и был похоронен на кладбище Ла-Чакарита.

## Избранные публикации
- La bandera celeste.
- La canción del barrio.
- La fonda.
- Misas herejes. 1908.
- Vida del General Lamadrid.
- Vida y muerte en Aragón.